# BD+05°4868
BD+05°4868 — двойная звезда в созвездии Пегаса, состоящая из жёлтого и оранжевого карликов, расстояние между которыми составляет 130 а. е. У жёлтой звезды обнаружена землеподобная планета, за которой тянется «хвост» из пыли, напоминающий кометный. Впервые эта звезда появилась в каталоге Bonner Durchmusterung. В 1961 году было обнаружено заметное собственное движение этой звезды. В 1984 году был впервые получен её спектр, показавший, что звезда относится к спектральному классу K5. Благодаря спутнику Gaia была доказана гравитационная связность двух компонентов системы на основе близкого параллакса и собственного движения.

## Планетная система
Планету BD+05°4868Ab обнаружили с помощью космического телескопа TESS по характерному периодическому изменению блеска звезды. Транизиты оказались необычно глубокими (от 0,8 % до 2,0 %) и при этом менялись от раза к разу. Кроме того, профиль транзитов оказался асимметричным: фаза входа в транзит короткая, а фаза выхода — заметно более растянутая. По совокупности наблюдений учёные пришли к выводу, что BD+05°4868Ab — это постепенно разрушающаяся землеподобная планета, подобная Kepler-1520b, KOI-2700b и K2-22b. Главным отличием данной системы является то, что звезда сравнительно яркая (V=10,16m), а глубина транзитов «пылящей» планеты стабильно велика. Для других подобных экзопланет обычно регистрируют более слабые падения блеска (~0,5 %).
Расчётная равновесная температура поверхности BD+05°4868Ab составляет порядка 1820±45°K. Это может значимо влиять на свойства образующейся пыли, потому что по меркам «испаряющихся» планет температура весьма невысока. Транзитный сигнал, включающий как опережающий, так и «тянущийся» шлейф, указывает на размер частиц ~1-10 мкм.
Согласно моделированию, первоначальная масса планеты могла превышать массу Меркурия. Из-за испарения минеральных пород с поверхности на протяжении нескольких миллиардов лет она теряла значительное количество вещества. Текущие оценки массы и радиуса экзопланеты составляет около 0,02 масс Земли (примерно равную массе Луны) и радиус порядка 2000 км (схож с Kepler-37b). В настоящий момент скорость потери массы оценивается примерно в 10 масс Земли за миллиард лет. При таких темпах планета может полностью испариться приблизительно за 2 миллиона лет.